# Nathalie Filomena
Nathalie Filomena de Lima Silva (Jacareí, 13 de abril de 1990) é uma voleibolista paralímpica brasileira.

## Biografia e carreira
Nathalie é natural de Jacareí, São Paulo. Nasceu com lesão plexobranquial no braço esquerdo e teve os movimentos prejudicados, além de ter nascido com paralisia branda desse mesmo lado. Ela jogava vôlei convencional desde a infância e conheceu o vôlei sentado aos quinze anos. Ela é graduada em Educação Física e dá aulas de natação na prefeitura de Suzano.
Nathalie integrou a Seleção Brasileira de Voleibol Sentado Feminino nos Jogos Parapan-Americanos de Toronto 2015 onde foi medalhista de prata. Esteve nas Paralimpíadas Rio 2016, onde a seleção ficou com a medalha de bronze após derrotar a Ucrânia por 3 sets a 0. Já nos Jogos Parapan-Americanos de Lima 2019, foi novamente medalhista de prata após perder para a Seleção dos Estados Unidos por 3 sets a 0. Nos Jogos Paralímpicos de Tóquio 2020, a seleção perdeu para os Estados Unidos na semifinal, porém faturou a medalha de bronze após vencer o Canadá por 3 sets a 1.
Em novembro de 2022, a Seleção Brasileira venceu o Campeonato Mundial em Sarajevo, na Bósnia e Herzegovina, após uma vitória sobre o Canadá por 3 sets a 2.

## Principais conquistas
Jogos Paralímpicos
- Bronze – equipe femininia (Rio 2016)[3]
- Bronze – equipe femininia (Tóquio 2020)[3]

Jogos Parapan-Americanos
- Prata – equipe femininia (Toronto 2015)[3]
- Prata – equipe femininia (Lima 2019)[3]

Campeonato Mundial
- Ouro – equipe feminina (Bósnia 2022)[3][8]